# Undead
Undead és una pel·lícula de ciència-ficció de zombis australiana del 2003 escrita i dirigida per  Michael i Peter Spierig i protagonitzada per Felicity Mason, Mungo McKay i Rob Jenkins.

## Argument
Després de perdre la seva granja familiar davant del banc, la guanyadora del concurs de bellesa local Rene (Felicity Mason), decideix abandonar la petita ciutat de Berkeley. Es veuen diversos meteorits estranys caient a prop, convertint els habitants locals en zombis. En Rene i altres supervivents s'amaguen a la casa i el segrestat pels alienígena Marion (Mungo McKay). Marion té un gran dipòsit d'armes i un refugi de caigudes al soterrani, però mai va tenir l'oportunitat d'aprovisionar-lo amb menjar o aigua.
El grup s'aventura a fora per buscar, però es troba amb els zombis. Marion li dispara a un al cap i descobreix que aquesta és la manera de mantenir les criatures baixes. Abandonen la casa i van al garatge a buscar la furgoneta de Marion. Intenten fugir, només per trobar una enorme barrera que envolta tota la ciutat, que Marion culpa als extraterrestres que l'havien pres. També hi ha una pluja àcida que cau lleugerament a intervals molt regulars i el grup té cura de no mullar-se.
Més tard, s'enfronten a figures brillants i encaputxades. Un per un, el grup és assassinat o tirat cap als núvols fins que només queda Rene. Els extraterrestres la detenen i la ruixen amb la substància química semblant a la pluja, que resulta ser una cura per a la infecció. Els alienígenes són realment allà per evitar que la infecció zombi s'escampi. Els "segrestats" suren en animació suspesa per sobre dels núvols per mantenir-los segurs. Feta la seva feina, els extraterrestres se'n van, sense saber que Wayne (Rob Jenkins), presumpte mort, va aconseguir escapar amb avió i propagarà la infecció després de marxar.
La gent del poble és traslladada d'urgència a l'hospital per atendre els ferits. Malauradament, Wayne es transforma en un zombi, primer infecta a Marion i després torna a propagar la plaga.
La pel·lícula acaba a la granja de Rene on s'allotgen els supervivents. La foto final és de la granja amb una zona tancada a prop, que conté els residents zombificats de Berkeley. Rene fa guàrdia amb una escopeta de quatre canons i una màscara de gas, esperant el retorn dels extraterrestres.

## Repartiment
- Felicity Mason com a René
- Mungo McKay com a Marion
- Rob Jenkins com a Wayne
- Lisa Cunningham com a Sallyanne
- Dirk Hunter com Harrison
- Emma Randall com a Molly
- Noel Sheridan com a Chip
- Gaynor Wensley com Aggie
- Eleanor Stillman com a Ruth
- Robyn Moore com a oficial al vestidor
- Robert Jozinović com a home al càrrec
- Steven O'Donnell com a zombi destacat

## Recepció
La pel·lícula va rebre una puntuació del 32% a l'agregador de ressenyes Rotten Tomatoes, que va emetre el veredicte "Aquest homenatge de baix pressupost al gènere zombi es manlleva molt de predecessors superiors i es delecta amb una pila de la pròpia immundícia: ni original ni prou visible com per entretenir." Un altre agregador Metacritic li va donar un "generalment desfavorable" 34 de 100.
Roger Ebert va dir que "Undead és el tipus de pel·lícula que seria tan dolenta que és bona, excepte que no és prou dolenta per ser prou bona."
Tanmateix, David Stratton va revisar la pel·lícula per a Variety va dir que era una "foto de terror precoçment inventiva", tot i que "els humans amenaçats de la pel·lícula no són un grup molt simpàtic. i un temps d'execució molt llarg representa una debilitat definitiva."
Va ser guardonada amb el Premi Fipresci al Festival Internacional de Cinema de Melbourne de 2003 per "Atrevir-se a ser tot allò que se suposa que les pel·lícules australianes no han de ser: part d'un gènere popular i de mala reputació. L'elogiem com un entreteniment que també és polític tot mostrant els plaers de la realització de pel·lícules artesanals."

## Taquilla
Undead va ser distribuïda per Imagine Entertainment a Austràlia, Warner Bros. al Regne Unit i Lionsgate als Estats Units. Va recaptar 149,590 dòlars australians a la taquilla d’Austràlia.